# Кольцо Сенициана
Кольцо Сенициа́на (англ. ring of Senicianus, по имени предполагаемого похитителя), или кольцо Сильвиа́на (англ. ring of Silvianus, по имени предполагаемого владельца), — древнеримский артефакт: золотое кольцо с гравировкой, вероятнее всего предназначавшееся для использования в качестве перстня-печатки. Найдено при случайных обстоятельствах в Великобритании в конце XVIII века. Возможно, вдохновило Дж. Р. Р. Толкина на создание образа Кольца Всевластья.

## Описание
Артефакт представляет собой выполненный из золота десятиугольник диаметром около 25 мм и массой около 12 г. Такой большой диаметр позволяет предположить, что кольцо предназначалось для ношения поверх перчатки, может быть, на большом пальце. На его щитке изображён обращённый влево носатый профиль человека (возможно, женский) с торчащими вверх волосами и украшенный античной диадемой (повязкой). Буквы вокруг профиля складываются в надпись «VENUS» (с лат. — «Венера»), нанесённую зеркально, — вероятно, чтобы на оттиске получался правильный порядок букв.
По ободу кольца снаружи идёт ещё одна надпись на латыни: «SENICIANE VIVAS IIN DE», что можно перевести как «Сенициан, живи в Боге» или «Сенициан, живи и процветай». В ней допущены две грамматические ошибки: «IIN» вместо «IN» и «DE» вместо «DEО». Формулировка «VIVAS IN DEO» ассоциируется с ранними христианами, таким образом, можно констатировать противоречие языческой надписи на щитке и христианской надписи на ободе. Однако антиквары начала XIX века читали эту надпись иначе: «SENICIA NE VIVAS IN INDECENTIA» («Сениция не живёт в непристойности»).

## История нахождения и изучения
Кольцо было найдено около 1785 года крестьянином, который вспахивал поле недалеко от деревни Силчестер в графстве Гэмпшир. Деревня находится возле поселения (кельтского, позже романизированного) Каллева Атребатум, оставленного жителями между V и VII веками. 12 января 1786 года лорд Арден представил артефакт в Королевском обществе древностей в Лондоне, после чего следы кольца надолго теряются, и только в 1880-х годах оно объявляется в коллекции семейства Шут (англ. Chute) из Вайна в четырёх милях от Силчестера.
В 1805 году в ходе археологических раскопок в Лидни (примерно в 160 км от Силчестера) на месте храма Ноденса была обнаружена свинцовая табличка-дефиксион с проклятием в адрес некоего Сенициана:

Богу Ноденсу. Сильвиан потерял кольцо и даст за находку его Ноденсу половину стоимости. Из тех, кто носит имя Сенициан, никто не будет здоров до тех пор, пока не принесёт его в храм Ноденса.
Оригинальный текст (лат.)DEVO NODENTI SILVIANVS ANILVM PERDEDIT DEMEDIAM PARTEM DONAVIT NODENTI INTER QVIBVS NOMEN SENICIANI NOLLIS PETMITTAS SANITATEM DONEC PERFERA VSQVE TEMPLVM NODENTIS

Ноденс был кельтским божеством, связанным с исцелением, а святилище в Лидни являлось основным местом поклонения и паломничества. Согласно основной гипотезе, здание храма в Лидни использовалось как большое общежитие для больных паломников, и, возможно, кольцо было украдено, когда его владелец останавливался там. Уже в 1880-х годах на основе сопоставления надписей на кольце и табличке было высказано предположение, что речь идёт об одном и том же Сенициане. По всей видимости, он не только не вернул кольцо, но и сделал на нём надпись, которая должна была избавить его от подозрений в воровстве. По другой версии, таким образом он хотел продемонстрировать свой переход из язычества в христианство. Однако тогда же была высказана и противоположная точка зрения: совпадение имён является случайным, учитывая большое расстояние между Силчестером и Лидни. Но даже в этом случае изучение кольца имеет большое научное значение, помогая лучше понять позднюю историю Римской Британии.
Долгое время датировка кольца была очень широкой: II—V века. Но сопоставление с другими похожими артефактами позволило более точно определить временные границы его изготовления. Дело в том, что кольцо Сенициана — не единственное в своём роде: оно относится к так называемому «типу Бранкастер» (названному по месту первой находки). Найдены уже десятки колец этого типа, большинство из них сделаны из серебра, и только некоторые — из золота. Этим они отличаются от основной массы колец римского времени, которые чаще делали из бронзы. А более поздние, англосаксонские, намного проще по форме. Гравировки на щитках среди прочего включают сюжеты с христианским подтекстом, следовательно, они относятся к периоду широкого распространения христианства после Миланского эдикта. Некоторые кольца нашли вместе с серебряными римскими монетами, которые были обрезаны по краям, что типично для V века. По мнению исследователей, совокупности этих аргументов достаточно для того, чтобы сузить период изготовления колец типа Бранкастер до конца IV—V веков (Национальный фонд приводит датировку 350—450 годы).

## Прообраз Кольца Всевластья
В 1928 году археолог Мортимер Уилер и его жена Тесса Верни Уилер, приступая к повторным раскопкам в Лидни, обратились за консультацией по культу Ноденса к известному пока ещё только в научных кругах Джону Рональду Руэлу Толкину, занимавшему пост профессора англосаксонской истории и филологии в Оксфорде. Уилеры хорошо знали кольцо Сенециана и связанную с ним историю и познакомили с ней и Толкина. Исследование Толкина об имени бога Ноденса было включено в опубликованный Уилерами «Отчёт о раскопках доисторического, римского и раннесредневекового памятника в Лидни-парке». Отчёт вышел в свет в июле 1932 года, а через полгода Толкин завершил работу над рукописью «Хоббита». В нём, а затем и во «Властелине колец», возможно, отразились гипотезы о кольце Сенициана. Сейчас кольцо экспонируется вместе с первым изданием «Хоббита» и копией таблички с проклятием.